# Helena Bergström
Helena Kristina Bergström Nutley, född 5 februari 1964 i Kortedala i Göteborg, är en svensk skådespelare och regissör.
Hon är bland annat känd för att ha medverkat i Colin Nutleys Änglagård (1992), där hon spelade rollfiguren Fanny Zander. Hon spelar även på scen, till exempel "Nora" i Ett dockhem, "Hamlet" i Hamlet och "Piaf" på Stockholms stadsteater.

## Biografi

### Familj
Bergström  dotter till Hans Bergström och Kerstin Widgren samt dotterdotter till Olof Widgren. Hon är gift med Colin Nutley och har varit huvudrollsinnehavare i de flesta av hans filmer. Paret har två barn tillsammans, Molly och Timothy. Molly medverkade även i Änglagård – tredje gången gillt.

### Tidiga år
När Bergström var tre–fyra år gammal flyttade familjen till Västerås. Hennes far, Hans Bergström, var då regissör och chef på Teater Västmanland. Trots att Bergström är född i en teaterfamilj drömde hon om ett arbete med djur när hon var barn. Vid fem års ålder medverkade hon i en uppsättning av Klas Klättermus. När hon var 16 år åkte hon som utbytesstudent till Jackson, Mississippi i USA och stannade där ett år. Under det året blev hon teaterbiten och bestämde sig för att satsa på teatern. Väl tillbaka i Sverige ville Bergström försöka att komma in på scenskolan. Med hjälp av teaterlektioner från Margreth Weivers lyckades hon komma in på Teaterhögskolan i Stockholm 1985.

### Karriär
Helena Bergström debuterade i film/TV-sammanhang 1978, i TV-produktionen Hem, ljuva hem regisserad av hennes far.
På 1980-talet medverkade hon i ungdomsprogrammen Vidöppet och Förspelet för SVT med bland andra Hannes Holm och Måns Herngren. När hon skulle göra Vidöppet, som hade premiär 1982, var hon tillsammans med Hannes Holm. Hon tipsade redaktionen om honom och om sin vän Måns Herngren. Det var så Hannes Holm och Måns Herngren lärde känna varandra och första gången de arbetade ihop.
Efter att ha avslutat Scenskolan 1988 arbetade hon både vid Dramaten och Stockholms stadsteater.
Hon fick 1989 ett genombrott i 1939. Colin Nutley fick samma år se henne på en reklamaffisch för Kvinnorna på taket och gav henne året därpå huvudrollen i Black Jack. Hon var också det självklara valet för hans film Änglagård (1992).
Rollerna i Pariserhjulet och Sista dansen (båda 1993) gav henne två guldbaggar. Hon har även blivit guldbaggenominerad för rollerna i filmerna Änglagård, Sprängaren och Någon annanstans i Sverige. När TV4 sände Guldbaggegalan i januari 1995 fick tittarna telefonrösta fram århundradets bästa svenska kvinnliga skådespelare. Helena Bergström, som då var uppmärksammad för inte minst Änglagård-filmerna, vann i konkurrens mot bland andra Ingrid Bergman och Greta Garbo.
År 2002 spelade hon in ett album med Édith Piaf-sånger, Sjunger Piaf. Detta skedde efter att hon spelat i mer än hundra föreställningar av Piaf på Stockholms stadsteater.
Bergström nominerades 2007 till Dagens Nyheters Kulturpris med motiveringen "För hennes gestaltning av Blanche du Bois i Tennessee Williams Linje Lusta på Stockholms stadsteater, som banar väg för en ny tolkning av pjäsen som helhet. Helena Bergströms Blanche är uttryck för en ny, komplex och vanebrytande kvinnosyn. Men porträttet visar också på en skådespelerskas högst personliga förmåga att med erfarenhet, passion och kunnande forma en roll som både växer ur traditionen och bryter mot den." 2007 regisserade hon också sin första långfilm Se upp för dårarna.
År 2009 och 2010 spelade hon i musikalen Hairspray på Chinateatern.
Bergström var programledare för Melodifestivalen 2012 tillsammans med Sarah Dawn Finer och Gina Dirawi.
Bergström regisserade filmerna En underbar jävla jul och Vilken jävla cirkus. 

## Filmografi
- 1978 – Hem, ljuva hem (TV-serie)
- 1982 – Time Out (TV-serie)
- 1983 – Vidöppet (TV-serie)
- 1987 – Friends
- 1987 – Uppvaknandet
- 1988 – Råttornas vinter
- 1988 – VD (TV)
- 1989 – Husbonden – piraten på Sandön (TV-serie)
- 1989 – Kvinnorna på taket
- 1989 – Ängel
- 1989 – 1939
- 1990 – Black Jack
- 1992 – Änglagård
- 1993 – Sista dansen
- 1993 – Pariserhjulet
- 1993 – Snoken (TV-serie)
- 1994 – Änglagård – andra sommaren
- 1996 – Jägarna
- 1996 – Sånt är livet
- 1998 – Under solen
- 1998 – Still Crazy
- 2000 – Livet är en schlager
- 2000 – Gossip
- 2001 – Sprängaren
- 2002 – Mrs Klein (TV)
- 2003 – Paradiset
- 2004 – The Queen of Sheba's Pearls
- 2006 – Heartbreak Hotel
- 2008 – Angel
- 2008 – Ernst-Hugo
- 2008 – Selma (TV-serie)
- 2010 – Änglagård – tredje gången gillt
- 2011 – Gengångare
- 2011 – Någon annanstans i Sverige
- 2011 – Inför Eurovision Song Contest (TV-serie)
- 2014 – Medicinen
- 2014 – Den fjärde mannen (TV-serie)
- 2015 – En underbar jävla jul
- 2016 – Springfloden (TV-serie)
- 2017 – Saknad (TV-serie)
- 2017 – Tillsammans med Strömstedts (TV-serie)
- 2018 – Tårtgeneralen
- 2018 – Min sanning (TV-serie)
- 2019 – Ture Sventon och Bermudatriangelns hemlighet (TV-serie)
- 2019–2020 – Bröllop, begravning och dop (TV-serie)
- 2021 – Ture Sventon och jakten på Ungdomens källa (TV-serie)
- 2021 – Bröllop, begravning och dop – filmen
- 2022–2024 – Bäckström (TV-serie)
- 2023 – Kodnamn: Annika (TV-serie)
- 2024 – The Pirate Bay (TV-serie)

### Regi
- 2007 – Se upp för dårarna
- 2009 – Så olika
- 2013 – Julie
- 2015 – En underbar jävla jul
- 2017 – Vilken jävla cirkus
- 2021 – Dancing Queens

## Teater

### Roller (ej komplett)
| År   | Roll                         | Produktion                                                 | Regi                 | Teater                   |
| ---- | ---------------------------- | ---------------------------------------------------------- | -------------------- | ------------------------ |
| 1987 | Anna, Hans flickvän          | V.D. Stig Larsson                                          | Stig Larsson         | Dramaten                 |
| 1988 | Vilhelm                      | Mäster Olof August Strindberg                              | Lennart Hjulström    | Dramaten                 |
| 1989 | Beth                         | Den stora lögnen Sam Shepard                               | Jan Håkanson         | Stockholms stadsteater   |
| 1990 | Henrika/Amorina              | Amorina Carl Jonas Love Almqvist                           | Peter Stormare       | Dramaten                 |
| 1998 | Sarah Brown                  | Guys and Dolls Frank Loesser, Joe Swerling och Abe Burrows | Hans Marklund        | Oscarsteatern            |
| 1999 | Edith                        | Piaf Pam Gems                                              | Benny Fredriksson    | Stockholms stadsteater   |
| 2004 | Hamlet                       | Hamlet William Shakespeare                                 | Philip Zandén        | Stockholms stadsteater   |
| 2006 | Medea                        | Medea Euripides                                            | Sara Cronberg        | Stockholms stadsteater   |
| 2008 | Sally Bowles                 | Cabaret John Kander, Fred Ebb och Joe Masteroff            | Colin Nutley         | Stockholms stadsteater   |
| 2009 | Velma von Tussle             | Hairspray Mark Shaiman och Scott Wittman                   | Anders Albien        | Chinateatern             |
| 2012 | Laura                        | Kort möte (Brief Encounter) Noël Coward                    | Colin Nutley         | Stockholms stadsteater   |
| 2013 | Ljubov Andrejevna Ranevskaja | Körsbärsträdgården Anton Tjechov                           | Eirik Stubø          | Stockholms stadsteater   |
| 2016 | Regissör                     | Rampfeber Michael Frayn                                    | Alexander Mørk-Eidem | Dramaten                 |
| 2018 | Nora                         | Ett dockhem 2 Lucas Hnath                                  | Philip Zandén        | Kulturhuset Stadsteatern |
| 2021 | Helen                        | En droppe honung Shelagh Delaney                           | Philip Zandén        | Kulturhuset Stadsteatern |

### Regi (ej komplett)
| År   | Produktion          | Teater                                         |                          |
| ---- | ------------------- | ---------------------------------------------- | ------------------------ |
| 2017 | Sanningen La Vérité | Florian Zeller Översättning Magdalena Sørensen | Kulturhuset Stadsteatern |

## Priser och utmärkelser
- 1990 – Svenska Filmakademins Kurt Linder-stipendium
- 1992 – Teaterförbundets Daniel Engdahl-stipendium
- 1992 – Änglagård (tidningen Expressens publikpris)
- 1992 – Guldbaggenominerad för "Bästa kvinnliga huvudroll" (Änglagård)
- 1994 – Festivalpris (Montréal) som "Bästa kvinnliga skådespelare" (Sista dansen)
- 1994 – Guldbagge för "Bästa kvinnliga huvudroll" (Pariserhjulet och Sista dansen)[23][24]
- 1994 – Filmfestivalen i Montréal som "Bästa kvinnliga huvudroll" (Sista dansen)
- 1995 – Filmfestivalen i Istanbul, "Juryns specialpris" (Sista dansen)
- 2001 – Guldbaggenominerad som "Bästa kvinnliga huvudroll" (Sprängaren)
- 2007 – Silverdelfinen för "Bästa kvinnliga huvudroll" i Heartbreak Hotel (tillsammans med Maria Lundqvist)
- 2010 – Litteris et Artibus
- 2012 – Guldbaggenominerad som "Bästa kvinnliga biroll" (Någon annanstans i Sverige)